# Світова чемпіонська серія Вірджинії Слімс 1986
Світова чемпіонська серія Вірджинії Слімс 1986 року була 14-м сезоном від створення Жіночої тенісної асоціації, тривала з березня до грудня 1986 року та містила 41 турнір. Сезон скоротили щоб повернутись до турів за календарним роком.
Світова чемпіонська серія Вірджинії Слімс замінила тури WTA з 1983 до 1987 років, охоплювала елітні турніри колишніх Toyota Series і Avon Series.  Відкритий чемпіонат Австралії з тенісу 1986 року не відбувався через перенесення турніру з листопада на січень.

## Графік
Нижче наведено повний розклад турнірів на 1986 рік, включаючи перелік тенісистів, які дійшли на турнірах щонайменше до чвертьфіналу.

### Березень
| Тиждень    | Турнір | Чемпіонки                                     | Фіналістки                   | Півфіналістки                                                                  | Чвертьфіналістки |
| ---------- | --- | --------------------------------------------- | ---------------------------- | ------------------------------------------------------------------------------ | --- |
| 24 березня | Virginia Slims of Arizona 1986 Фінікс, США $75,000 – Тверде (i) – 32S/16D Одиночний розряд – Парний розряд        | Бет Герр 6–0, 3–6, 7–5                        | Енн Генрікссон               | Пінат Луї Клаудія Порвік                                                       | Камілл Бенджамін Ху На Дженніфер Мундел Тіна Мочідзукі                                                               |
| 24 березня | Virginia Slims of Arizona 1986 Фінікс, США $75,000 – Тверде (i) – 32S/16D Одиночний розряд – Парний розряд        | Сьюзен Маскарін Бетсі Нагелсен 6–4, 5–7, 6–4  | Лінда Гейтс Алісія Молтон    | Пінат Луї Клаудія Порвік                                                       | Камілл Бенджамін Ху На Дженніфер Мундел Тіна Мочідзукі                                                               |
| 24 березня | Bridgestone Doubles Championships Nashville, USA $175,000 – Килим (i) – 8D Парний розряд                          | Барбара Поттер Пем Шрайвер 6–4, 6–3           | Кеті Джордан Елізабет Смайлі | Гана Мандлікова / Венді Тернбулл Світлана Пархоменко / Лариса Савченко-Нейланд | Розалін Феербенк / Кенді Рейнолдс Мері-Лу Деніелс / Енн Вайт Еліз Берджін / Шерон Волш Джиджі Фернандес / Робін Вайт |
| 31 березня | Турнір чемпіонок WTA 1986 Марко-Айленд (Флорида), США $150,000 – Ґрунт – 32S/16D Одиночний розряд – Парний розряд | Кріс Еверт 6–2, 6–4                           | Клаудія Коде-Кільш           | Бонні Гадушек Джанін Тремеллінг                                                | Кеті Ріналді Андреа Темешварі Pat Medrado Габріела Сабатіні                                                          |
| 31 березня | Турнір чемпіонок WTA 1986 Марко-Айленд (Флорида), США $150,000 – Ґрунт – 32S/16D Одиночний розряд – Парний розряд | Мартіна Навратілова Андреа Темешварі 7–5, 6–2 | Кеті Джордан Еліз Берджін    | Бонні Гадушек Джанін Тремеллінг                                                | Кеті Ріналді Андреа Темешварі Pat Medrado Габріела Сабатіні                                                          |

### Квітень
| Тиждень   | Турнір | Чемпіонки                                           | Фіналістки                      | Півфіналістки                  | Чвертьфіналістки                                               |
| --------- | --- | --------------------------------------------------- | ------------------------------- | ------------------------------ | -------------------------------------------------------------- |
| 7 квітня  | Family Circle Cup 1986 Чарлстон (Південна Кароліна), США $200,000 – Ґрунт – 56S/32D Одиночний розряд – Парний розряд      | Штеффі Граф 6–4, 7–5                                | Кріс Еверт                      | Стефані Реге Гана Мандлікова   | Гелена Сукова Сабрина Голеш Мануела Малеєва Габріела Сабатіні  |
| 7 квітня  | Family Circle Cup 1986 Чарлстон (Південна Кароліна), США $200,000 – Ґрунт – 56S/32D Одиночний розряд – Парний розряд      | Кріс Еверт Енн Вайт 6–3, 6–3                        | Штеффі Граф Катрін Танв'є       | Стефані Реге Гана Мандлікова   | Гелена Сукова Сабрина Голеш Мануела Малеєва Габріела Сабатіні  |
| 14 квітня | Sunkist WITA Championships 1986 Амелія (острів), США $275,000 – Ґрунт – 56S/32D Одиночний розряд – Парний розряд          | Штеффі Граф 6–4, 5–7, 7–6(7–3)                      | Клаудія Коде-Кільш              | Кеті Ріналді Габріела Сабатіні | Лаура Аррая Гелена Сукова Мануела Малеєва Ангелікі Канеллопулу |
| 14 квітня | Sunkist WITA Championships 1986 Амелія (острів), США $275,000 – Ґрунт – 56S/32D Одиночний розряд – Парний розряд          | Клаудія Коде-Кільш Гелена Сукова 6–2, 5–7, 7–6(9–7) | Габріела Сабатіні Катрін Танв'є | Кеті Ріналді Габріела Сабатіні | Лаура Аррая Гелена Сукова Мануела Малеєва Ангелікі Канеллопулу |
| 21 квітня | Wild Dunes Чарлстон (Південна Кароліна), США $75,000 – Ґрунт – 32S/16D Одиночний розряд – Парний розряд                   | Еліз Берджін 6–1, 6–3                               | Тіна Шоєр-Ларсен                | Лаура Аррая Катрін Танв'є      | Ніжі Діас Сьюзен Маскарін Деббі Спенс Ліліан Дрешер            |
| 21 квітня | Wild Dunes Чарлстон (Південна Кароліна), США $75,000 – Ґрунт – 32S/16D Одиночний розряд – Парний розряд                   | Сандра Чеккіні Сабрина Голеш 4–6, 6–0, 6–3          | Лаура Аррая Марцела Скугерська  | Лаура Аррая Катрін Танв'є      | Ніжі Діас Сьюзен Маскарін Деббі Спенс Ліліан Дрешер            |
| 27 квітня | U.S. Clay Court Championships 1986 Індіяnapolis, Індіяna, США $200,000 – Ґрунт – 56S/32D Одиночний розряд – Парний розряд | Штеффі Граф 2–6, 7–6(7–5), 6–4                      | Габріела Сабатіні               | Мерседес Пас Мануела Малеєва   | Террі Фелпс Мелісса Гарні Робін Вайт Регіна Маршикова          |
| 27 квітня | U.S. Clay Court Championships 1986 Індіяnapolis, Індіяna, США $200,000 – Ґрунт – 56S/32D Одиночний розряд – Парний розряд | Штеффі Граф Габріела Сабатіні 6–2, 6–0              | Джиджі Фернандес Робін Вайт     | Мерседес Пас Мануела Малеєва   | Террі Фелпс Мелісса Гарні Робін Вайт Регіна Маршикова          |

### Травень
| Тиждень   | Турнір | Чемпіонки                                     | Фіналістки                           | Півфіналістки                      | Чвертьфіналістки                                                   |
| --------- | --- | --------------------------------------------- | ------------------------------------ | ---------------------------------- | ------------------------------------------------------------------ |
| 5 травня  | Virginia Slims of Houston 1986 Х'юстон, США $150,000 – Ґрунт (i) – 32S/16D Одиночний розряд – Парний розряд                            | Кріс Еверт 6–4, 2–6, 6–4                      | Кеті Ріналді                         | Лаура Аррая Пем Кеселі             | Кейт Гомперт Венді Вайт Зіна Гаррісон Венді Тернбулл               |
| 5 травня  | Virginia Slims of Houston 1986 Х'юстон, США $150,000 – Ґрунт (i) – 32S/16D Одиночний розряд – Парний розряд                            | Кріс Еверт Венді Тернбулл 6–2, 6–4            | Еліз Берджін Джоанн Расселл          | Лаура Аррая Пем Кеселі             | Кейт Гомперт Венді Вайт Зіна Гаррісон Венді Тернбулл               |
| 5 травня  | Barcelona Open Барселона, Іспанія $50,000 – Ґрунт – 32S/16D Одиночний розряд – Парний розряд                                           | Петра Губер 7–6(7–4), 6–0                     | Лаура Гарроне                        | Аранча Санчес Вікаріо Pat Medrado  | Наталі Ерреман Мерседес Пас Каріна Карлссон Ізабель Демонжо        |
| 5 травня  | Barcelona Open Барселона, Іспанія $50,000 – Ґрунт – 32S/16D Одиночний розряд – Парний розряд                                           | Іва Бударжова Катрін Танв'є 6–2, 6–1          | Наталі Ерреман Corrinne Vanier       | Аранча Санчес Вікаріо Pat Medrado  | Наталі Ерреман Мерседес Пас Каріна Карлссон Ізабель Демонжо        |
| 12 травня | WTA German Open 1986 Berlin, Німеччина $150,000 – Ґрунт – 56S/29D Одиночний розряд – Парний розряд                                     | Штеффі Граф 6–2, 6–3                          | Мартіна Навратілова                  | Клаудія Коде-Кільш Гана Мандлікова | Джо Дьюрі Петра Губер Беттіна Бюнге Андреа Темешварі               |
| 12 травня | WTA German Open 1986 Berlin, Німеччина $150,000 – Ґрунт – 56S/29D Одиночний розряд – Парний розряд                                     | Штеффі Граф Гелена Сукова 7–5, 6–2            | Мартіна Навратілова Андреа Темешварі | Клаудія Коде-Кільш Гана Мандлікова | Джо Дьюрі Петра Губер Беттіна Бюнге Андреа Темешварі               |
| 19 травня | European Open 1986 Лугано, Швейцарія $100,000 – Ґрунт – 56S/32D Одиночний розряд – Парний розряд                                       | Раффаелла Реджі 5–7, 6–3, 7–6(8–6)            | Мануела Малеєва                      | Сабрина Голеш Беттіна Бюнге        | Ангелікі Канеллопулу Гелен Келесі Террі Фелпс Мері Джо Фернандес   |
| 19 травня | European Open 1986 Лугано, Швейцарія $100,000 – Ґрунт – 56S/32D Одиночний розряд – Парний розряд                                       | Еліз Берджін Бетсі Нагелсен 6–2, 6–3          | Дженні Бірн Дженін Томпсон           | Сабрина Голеш Беттіна Бюнге        | Ангелікі Канеллопулу Гелен Келесі Террі Фелпс Мері Джо Фернандес   |
| 26 травня | Відкритий чемпіонат Франції з тенісу 1986 Paris, Франція Великий шолом $1,150,000 – Ґрунт – 128S/64Q/64D/64X Singles – Doubles – Мікст | Кріс Еверт 2–6, 6–3, 6–3                      | Мартіна Навратілова                  | Гана Мандлікова Гелена Сукова      | Кеті Ріналді Мері Джо Фернандес Штеффі Граф Карлінг Бассетт-Сегусо |
| 26 травня | Відкритий чемпіонат Франції з тенісу 1986 Paris, Франція Великий шолом $1,150,000 – Ґрунт – 128S/64Q/64D/64X Singles – Doubles – Мікст | Мартіна Навратілова Андреа Темешварі 6–1, 6–2 | Штеффі Граф Габріела Сабатіні        | Гана Мандлікова Гелена Сукова      | Кеті Ріналді Мері Джо Фернандес Штеффі Граф Карлінг Бассетт-Сегусо |
| 26 травня | Відкритий чемпіонат Франції з тенісу 1986 Paris, Франція Великий шолом $1,150,000 – Ґрунт – 128S/64Q/64D/64X Singles – Doubles – Мікст | Кеті Джордан Кен Флек 3–6, 7–6(7–3), 6–3      | Розалін Феербенк Марк Едмондсон      | Гана Мандлікова Гелена Сукова      | Кеті Ріналді Мері Джо Фернандес Штеффі Граф Карлінг Бассетт-Сегусо |

### Червень
| Тиждень   | Турнір | Чемпіонки                                | Фіналістки                          | Півфіналістки                        | Чвертьфіналістки                                                    |
| --------- | --- | ---------------------------------------- | ----------------------------------- | ------------------------------------ | ------------------------------------------------------------------- |
| 9 червня  | Edgbaston Cup 1986 Бірмінгем, Велика Британія $125,000 – Трава – 56S/32D Одиночний розряд – Парний розряд                                      | Пем Шрайвер 6–2, 7–6(7–0)                | Мануела Малеєва                     | Лариса Савченко-Нейланд Кеті Ріналді | Іноуе Ецуко Енн Генрікссон Алісія Молтон Моллі Ван Ностранд         |
| 9 червня  | Edgbaston Cup 1986 Бірмінгем, Велика Британія $125,000 – Трава – 56S/32D Одиночний розряд – Парний розряд                                      | Еліз Берджін Розалін Феербенк 6–2, 6–4   | Елізабет Смайлі Венді Тернбулл      | Лариса Савченко-Нейланд Кеті Ріналді | Іноуе Ецуко Енн Генрікссон Алісія Молтон Моллі Ван Ностранд         |
| 16 червня | Pilkington Glass Championships 1986 Істборн, Велика Британія $200,000 – Трава – 64S/32D Одиночний розряд – Парний розряд                       | Мартіна Навратілова 3–6, 6–3, 6–4        | Гелена Сукова                       | Клаудія Коде-Кільш Робін Вайт        | Іноуе Ецуко Зіна Гаррісон Лариса Савченко-Нейланд Габріела Сабатіні |
| 16 червня | Pilkington Glass Championships 1986 Істборн, Велика Британія $200,000 – Трава – 64S/32D Одиночний розряд – Парний розряд                       | Мартіна Навратілова Пем Шрайвер 6–2, 6–4 | Клаудія Коде-Кільш Гелена Сукова    | Клаудія Коде-Кільш Робін Вайт        | Іноуе Ецуко Зіна Гаррісон Лариса Савченко-Нейланд Габріела Сабатіні |
| 23 червня | Вімблдонський турнір 1986 London, Велика Британія Великий шолом $1,306,690 – Трава – 128S/64Q/64D/64X Одиночний розряд – Парний розряд – Мікст | Мартіна Навратілова 7–6(7–1), 6–3        | Гана Мандлікова                     | Габріела Сабатіні Кріс Еверт         | Беттіна Бюнге Катаріна Ліндквіст Лорі Макніл Гелена Сукова          |
| 23 червня | Вімблдонський турнір 1986 London, Велика Британія Великий шолом $1,306,690 – Трава – 128S/64Q/64D/64X Одиночний розряд – Парний розряд – Мікст | Мартіна Навратілова Пем Шрайвер 6–1, 6–3 | Гана Мандлікова Венді Тернбулл      | Габріела Сабатіні Кріс Еверт         | Беттіна Бюнге Катаріна Ліндквіст Лорі Макніл Гелена Сукова          |
| 23 червня | Вімблдонський турнір 1986 London, Велика Британія Великий шолом $1,306,690 – Трава – 128S/64Q/64D/64X Одиночний розряд – Парний розряд – Мікст | Кеті Джордан Кен Флек 6–3, 7–6(9–7)      | Мартіна Навратілова Гайнц Ґюнтгардт | Габріела Сабатіні Кріс Еверт         | Беттіна Бюнге Катаріна Ліндквіст Лорі Макніл Гелена Сукова          |

### Липень
| Тиждень  | Турнір | Чемпіонки                                       | Фіналістки                     | Півфіналістки                                              | Чвертьфіналістки                                             |
| -------- | --- | ----------------------------------------------- | ------------------------------ | ---------------------------------------------------------- | ------------------------------------------------------------ |
| 7 липня  | Ellesse Grand Prix Перуджа, Італія $75,000 – Ґрунт – 32S/16D Одиночний розряд – Парний розряд                           | Наталі Ерреман 6–2, 6–4                         | Чілла Бартош-Черепі            | Сабрина Голеш Лаура Гарроне                                | Ізабель Куето Іванна Мадруга Лоренца Як'я Беттіна Фулько     |
| 7 липня  | Ellesse Grand Prix Перуджа, Італія $75,000 – Ґрунт – 32S/16D Одиночний розряд – Парний розряд                           | Карін Баккум Ніколе Мунс-Ягерман 6–4, 6–4       | Чілла Бартош-Черепі Емі Голтон | Сабрина Голеш Лаура Гарроне                                | Ізабель Куето Іванна Мадруга Лоренца Як'я Беттіна Фулько     |
| 14 липня | Virginia Slims of Newport 1986 Ньюпорт (Род-Айленд), США $150,000 – Трава – 32S/16D Одиночний розряд – Парний розряд    | Пем Шрайвер 6–4, 6–2                            | Лорі Макніл                    | Кеммі Макгрегор Енн Вайт                                   | Клаудія Монтейру Венді Вайт Адріана Віллагран Террі Голледей |
| 14 липня | Virginia Slims of Newport 1986 Ньюпорт (Род-Айленд), США $150,000 – Трава – 32S/16D Одиночний розряд – Парний розряд    | Террі Голледей Гезер Ладлофф 6–1, 6–7(4–7), 6–3 | Кеммі Макгрегор Гретхен Раш    | Кеммі Макгрегор Енн Вайт                                   | Клаудія Монтейру Венді Вайт Адріана Віллагран Террі Голледей |
| 14 липня | Elektra Cup Брегенц, Австрія $50,000 – Ґрунт – 32S/16D/32Q Одиночний розряд – Парний розряд                             | Сандра Чеккіні 6–4, 6–0                         | Mariana Perez-Rolden           | Патрісія Тарабіні Тіна Шоєр-Ларсен                         | Ізабель Куето Барбара Паулюс Olga Votavová Габріела Діну     |
| 14 липня | Elektra Cup Брегенц, Австрія $50,000 – Ґрунт – 32S/16D/32Q Одиночний розряд – Парний розряд                             | Петра Губер Петра Кеппелер 6–2, 6–4             | Сабрина Голеш Тіна Шоєр-Ларсен | Патрісія Тарабіні Тіна Шоєр-Ларсен                         | Ізабель Куето Барбара Паулюс Olga Votavová Габріела Діну     |
| 21 липня | Federation Cup Цюрих, Швейцарія Team event Ґрунт                                                                        | Сполучені Штати Америки · 2–1                   | Чехословаччина ·               | Аргентина · Федеративна Республіка Німеччина (1949—1990) · | Австралія · Австрія · Болгарія · Італія                      |
| 21 липня | North Face Open Berkeley Берклі, США $50,000 – Тверде – 32S/16D Одиночний розряд – Парний розряд                        | Мелісса Гарні 6–1, 6–3                          | Барбара Геркен                 | Beverly Bowes-Hackney Еллі Гакамі                          | Моніка Райнах Монік Джейвер Kris Kinney Камілл Бенджамін     |
| 21 липня | North Face Open Berkeley Берклі, США $50,000 – Тверде – 32S/16D Одиночний розряд – Парний розряд                        | Бет Герр Алісія Молтон 6–1, 6–2                 | Емі Голтон Елна Рейнах         | Beverly Bowes-Hackney Еллі Гакамі                          | Моніка Райнах Монік Джейвер Kris Kinney Камілл Бенджамін     |
| 28 липня | Virginia Slims of San Diego 1986 Сан-Дієго, California, США $75,000 – Тверде – 32S/16D Одиночний розряд – Парний розряд | Мелісса Гарні 6–2, 6–4                          | Стефані Реге                   | Кейт Гомперт Керолайн Кулмен                               | Кеті Джордан Бетсі Нагелсен Діанне Ван Ренсбург Деббі Спенс  |
| 28 липня | Virginia Slims of San Diego 1986 Сан-Дієго, California, США $75,000 – Тверде – 32S/16D Одиночний розряд – Парний розряд | Бет Герр Алісія Молтон 5–7, 6–2, 6–4            | Еліз Берджін Розалін Феербенк  | Кейт Гомперт Керолайн Кулмен                               | Кеті Джордан Бетсі Нагелсен Діанне Ван Ренсбург Деббі Спенс  |

### Серпень
| Тиждень   | Турнір | Чемпіонки                                          | Фіналістки                        | Півфіналістки                  | Чвертьфіналістки                                                   |
| --------- | --- | -------------------------------------------------- | --------------------------------- | ------------------------------ | ------------------------------------------------------------------ |
| 4 серпня  | Player's Canadian Open 1986 Монреаль, Квебек (провінція), Канада $250,000 – Тверде – 56S/32D Одиночний розряд – Парний розряд      | Гелена Сукова 6–2, 7–5                             | Пем Шрайвер                       | Розалін Феербенк Зіна Гаррісон | Раффаелла Реджі Маріанн Вердел Катаріна Ліндквіст Кеті Джордан     |
| 4 серпня  | Player's Canadian Open 1986 Монреаль, Квебек (провінція), Канада $250,000 – Тверде – 56S/32D Одиночний розряд – Парний розряд      | Зіна Гаррісон Габріела Сабатіні 7–6(7–2), 5–7, 6–4 | Пем Шрайвер Гелена Сукова         | Розалін Феербенк Зіна Гаррісон | Раффаелла Реджі Маріанн Вердел Катаріна Ліндквіст Кеті Джордан     |
| 11 серпня | Virginia Slims of Los Angeles 1986 Los Angeles, США $250,000 – Тверде – 56S/32D Одиночний розряд – Парний розряд                   | Мартіна Навратілова 7–6(7–5), 6–3                  | Кріс Еверт                        | Гелена Сукова Пем Шрайвер      | Зіна Гаррісон Клаудія Коде-Кільш Габріела Сабатіні Мануела Малеєва |
| 11 серпня | Virginia Slims of Los Angeles 1986 Los Angeles, США $250,000 – Тверде – 56S/32D Одиночний розряд – Парний розряд                   | Мартіна Навратілова Пем Шрайвер 6–4, 6–3           | Клаудія Коде-Кільш Гелена Сукова  | Гелена Сукова Пем Шрайвер      | Зіна Гаррісон Клаудія Коде-Кільш Габріела Сабатіні Мануела Малеєва |
| 18 серпня | United Jersey Bank Classic 1986 Мава (Нью-Джерсі), США $150,000 – Тверде – 56S/32D Одиночний розряд – Парний розряд                | Штеффі Граф 7–5, 6–1                               | Моллі Ван Ностранд                | Джо Дьюрі Моніка Райнах        | Ізабель Демонжо Сара Гомер Регіна Маршикова Гелена Сукова          |
| 18 серпня | United Jersey Bank Classic 1986 Мава (Нью-Джерсі), США $150,000 – Тверде – 56S/32D Одиночний розряд – Парний розряд                | Бетсі Нагелсен Елізабет Смайлі 7–6(7–4), 6–3       | Штеффі Граф Гелена Сукова         | Джо Дьюрі Моніка Райнах        | Ізабель Демонжо Сара Гомер Регіна Маршикова Гелена Сукова          |
| 25 серпня | Відкритий чемпіонат США з тенісу 1986 New York, США Великий шолом $1,400,000 – Тверде – 128S/64Q/64D/32X Singles – Doubles – Мікст | Мартіна Навратілова 6–3, 6–2                       | Гелена Сукова                     | Штеффі Граф Кріс Еверт         | Пем Шрайвер Бонні Гадушек Венді Тернбулл Мануела Малеєва           |
| 25 серпня | Відкритий чемпіонат США з тенісу 1986 New York, США Великий шолом $1,400,000 – Тверде – 128S/64Q/64D/32X Singles – Doubles – Мікст | Мартіна Навратілова Пем Шрайвер 6–4, 3–6, 6–3      | Гана Мандлікова Венді Тернбулл    | Штеффі Граф Кріс Еверт         | Пем Шрайвер Бонні Гадушек Венді Тернбулл Мануела Малеєва           |
| 25 серпня | Відкритий чемпіонат США з тенісу 1986 New York, США Великий шолом $1,400,000 – Тверде – 128S/64Q/64D/32X Singles – Doubles – Мікст | Раффаелла Реджі Серхіо Касаль 6–4, 6–4             | Мартіна Навратілова Пітер Флемінг | Штеффі Граф Кріс Еверт         | Пем Шрайвер Бонні Гадушек Венді Тернбулл Мануела Малеєва           |

### Вересень
| Тиждень    | Турнір | Чемпіонки                                          | Фіналістки                                  | Півфіналістки                       | Чвертьфіналістки                                                  |
| ---------- | --- | -------------------------------------------------- | ------------------------------------------- | ----------------------------------- | ----------------------------------------------------------------- |
| 8 вересня  | Pan Pacific Open 1986 Tokyo, Японія $250,000 – Килим (i) – 28S/16D Одиночний розряд — парний розряд                                    | Штеффі Граф 6–4, 6–2                               | Мануела Малеєва                             | Катрін Танв'є Беттіна Бюнге         | Венді Вайт Катарина Малеєва Робін Вайт Мелісса Гарні              |
| 8 вересня  | Pan Pacific Open 1986 Tokyo, Японія $250,000 – Килим (i) – 28S/16D Одиночний розряд — парний розряд                                    | Беттіна Бюнге Штеффі Граф 6–1, 6–7(4–7), 6–2       | Катарина Малеєва Мануела Малеєва            | Катрін Танв'є Беттіна Бюнге         | Венді Вайт Катарина Малеєва Робін Вайт Мелісса Гарні              |
| 15 вересня | Eckerd Open 1986 Тампа США $150,000 – Тверде – 32S/16D Одиночний розряд – Парний розряд                                                | Лорі Макніл 2–6, 7–5, 2–6                          | Зіна Гаррісон                               | Террі Фелпс Мішелл Торрес           | Еліз Берджін Мері Джо Фернандес Маріанн Вердел Кейт Гомперт       |
| 15 вересня | Eckerd Open 1986 Тампа США $150,000 – Тверде – 32S/16D Одиночний розряд – Парний розряд                                                | Еліз Берджін Розалін Феербенк 7–5, 6–2             | Джиджі Фернандес Кім Сендс                  | Террі Фелпс Мішелл Торрес           | Еліз Берджін Мері Джо Фернандес Маріанн Вердел Кейт Гомперт       |
| 15 вересня | Athens Trophy Афіни, Греція $75,000 – Ґрунт – 32S/16D Одиночний розряд – Парний розряд                                                 | Сільвія Ганіка 7–5, 6–1                            | Ангелікі Канеллопулу                        | Лаура Гарроне Mariana Perez-Rolden  | Ізабель Куето Юдіт Візнер Ліліан Дрешер Федеріка Бонсіньйорі      |
| 15 вересня | Athens Trophy Афіни, Греція $75,000 – Ґрунт – 32S/16D Одиночний розряд – Парний розряд                                                 | Ізабель Куето Аранча Санчес Вікаріо 4–6, 6–2, 6–4  | Зілке Маєр Вілтруд Пробст                   | Лаура Гарроне Mariana Perez-Rolden  | Ізабель Куето Юдіт Візнер Ліліан Дрешер Федеріка Бонсіньйорі      |
| 22 вересня | Virginia Slims of Tulsa Талса, США $75,000 – Тверде – 32S/16D Одиночний розряд – Парний розряд                                         | Лорі Макніл 6–0, 6–1                               | Бет Герр                                    | Діанне Ван Ренсбург Мері-Лу Деніелс | Тіна Мочідзукі Пінат Луї Венді Вайт Джанін Тремеллінг             |
| 22 вересня | Virginia Slims of Tulsa Талса, США $75,000 – Тверде – 32S/16D Одиночний розряд – Парний розряд                                         | Камілл Бенджамін Діанне Ван Ренсбург 7–6(7–4), 7–5 | Світлана Пархоменко Лариса Савченко-Нейланд | Діанне Ван Ренсбург Мері-Лу Деніелс | Тіна Мочідзукі Пінат Луї Венді Вайт Джанін Тремеллінг             |
| 29 вересня | Virginia Slims of New Orleans 1986 Новий Орлеан, США $150,000 – Килим (i) – 32S/16D Одиночний розряд – Парний розряд                   | Мартіна Навратілова 6–1, 4–6, 6–2                  | Пем Шрайвер                                 | Зіна Гаррісон Габріела Сабатіні     | Террі Фелпс Венді Тернбулл Лаура Аррая Кейт Гомперт               |
| 29 вересня | Virginia Slims of New Orleans 1986 Новий Орлеан, США $150,000 – Килим (i) – 32S/16D Одиночний розряд – Парний розряд                   | Кенді Рейнолдс Енн Сміт 6–3, 3–6, 6–3              | Світлана Пархоменко Лариса Савченко-Нейланд | Зіна Гаррісон Габріела Сабатіні     | Террі Фелпс Венді Тернбулл Лаура Аррая Кейт Гомперт               |
| 29 вересня | Hewlett-Packard Trophy 1986 Гілверсум, Нідерландські Антильські острови $75,000 – Килим (i) – 32S/16D Одиночний розряд – Парний розряд | Гелена Сукова 6–2, 7–5                             | Катрін Танв'є                               | Раффаелла Реджі Сільвія Ганіка      | Наталі Ерреман Крістіан Жоліссен Ніколе Мунс-Ягерман Наталі Тозья |
| 29 вересня | Hewlett-Packard Trophy 1986 Гілверсум, Нідерландські Антильські острови $75,000 – Килим (i) – 32S/16D Одиночний розряд – Парний розряд | Кеті Джордан Гелена Сукова 6–3, 3–6, 6–4           | Тіна Шоєр-Ларсен Катрін Танв'є              | Раффаелла Реджі Сільвія Ганіка      | Наталі Ерреман Крістіан Жоліссен Ніколе Мунс-Ягерман Наталі Тозья |

### Жовтень
| Тиждень   | Турнір | Чемпіонки                                     | Фіналістки                      | Півфіналістки                    | Чвертьфіналістки                                             |
| --------- | --- | --------------------------------------------- | ------------------------------- | -------------------------------- | ------------------------------------------------------------ |
| 6 жовтня  | European Indoors 1986 Цюрих, Швейцарія $150,000 – Килим (i) – 32S/16D Одиночний розряд – Парний розряд                      | Штеффі Граф 4–6, 6–2, 6–4                     | Гелена Сукова                   | Ева Пфафф Лорі Макніл            | Стефані Реге Грейс Кім Лаура Аррая Зіна Гаррісон             |
| 6 жовтня  | European Indoors 1986 Цюрих, Швейцарія $150,000 – Килим (i) – 32S/16D Одиночний розряд – Парний розряд                      | Штеффі Граф Габріела Сабатіні 1–6, 6–4, 6–4   | Лорі Макніл Алісія Молтон       | Ева Пфафф Лорі Макніл            | Стефані Реге Грейс Кім Лаура Аррая Зіна Гаррісон             |
| 6 жовтня  | Taipei Women's Championships 1986 Тайбей, Тайвань $50,000 – Килим (i) – 32S/16D Одиночний розряд – Парний розряд            | Патрісія Гі 6–7(6–8), 6–2, 6–3                | Адріана Віллагран               | Барбара Геркен Вілтруд Пробст    | Гелен Келесі Джиджі Фернандес Ху На С'юзен Лео               |
| 6 жовтня  | Taipei Women's Championships 1986 Тайбей, Тайвань $50,000 – Килим (i) – 32S/16D Одиночний розряд – Парний розряд            | Лі Антонопліс Барбара Геркен 6–1, 6–2         | Джиджі Фернандес С'юзен Лео     | Барбара Геркен Вілтруд Пробст    | Гелен Келесі Джиджі Фернандес Ху На С'юзен Лео               |
| 13 жовтня | Porsche Tennis Grand Prix 1986 Фільдерштадт, West Німеччина $175,000 – Килим (i) – 32S/16D Одиночний розряд – Парний розряд | Мартіна Навратілова 6–2, 6–3                  | Гана Мандлікова                 | Пем Шрайвер Габріела Сабатіні    | Катаріна Ліндквіст Енн Генрікссон Робін Вайт Зіна Гаррісон   |
| 13 жовтня | Porsche Tennis Grand Prix 1986 Фільдерштадт, West Німеччина $175,000 – Килим (i) – 32S/16D Одиночний розряд – Парний розряд | Мартіна Навратілова Пем Шрайвер 7–6(7–5), 6–4 | Зіна Гаррісон Габріела Сабатіні | Пем Шрайвер Габріела Сабатіні    | Катаріна Ліндквіст Енн Генрікссон Робін Вайт Зіна Гаррісон   |
| 13 жовтня | Suntory Japan Open Tokyo, Японія $50,000 – Тверде – 32S/16D Одиночний розряд – Парний розряд                                | Гелен Келесі 6–2, 6–2                         | Беттіна Фулько                  | Янагі Масако Бет Герр            | Джиджі Фернандес Іноуе Ецуко Окамото Куміко Ніжі Діас        |
| 13 жовтня | Suntory Japan Open Tokyo, Японія $50,000 – Тверде – 32S/16D Одиночний розряд – Парний розряд                                | Сьюзен Маскарін Бетсі Нагелсен 7–5, 5–7, 6–3  | Лі Антонопліс Барбара Геркен    | Янагі Масако Бет Герр            | Джиджі Фернандес Іноуе Ецуко Окамото Куміко Ніжі Діас        |
| 20 жовтня | Pretty Polly Classic 1986 Брайтон, Велика Британія $200,000 – Килим (i) – 32S/16D Одиночний розряд – Парний розряд          | Штеффі Граф 6–3, 6–3                          | Катаріна Ліндквіст              | Розалін Феербенк Беттіна Бюнге   | Робін Вайт Джо Дьюрі Клаудія Коде-Кільш Гелена Сукова        |
| 20 жовтня | Pretty Polly Classic 1986 Брайтон, Велика Британія $200,000 – Килим (i) – 32S/16D Одиночний розряд – Парний розряд          | Штеффі Граф Гелена Сукова 6–4, 6–4            | Тіна Шоєр-Ларсен Катрін Танв'є  | Розалін Феербенк Беттіна Бюнге   | Робін Вайт Джо Дьюрі Клаудія Коде-Кільш Гелена Сукова        |
| 20 жовтня | Singapore Women's Open 1986 Сінгапур $50,000 – Тверде (i) – 32S/16D Одиночний розряд – Парний розряд                        | Джиджі Фернандес 6–4, 2–6, 6–4                | Мерседес Пас                    | Патрісія Гі Ніколь Брадтке       | Гелен Келесі Марія Ліндстрем Кідзімута Акіко Манон Боллеграф |
| 20 жовтня | Singapore Women's Open 1986 Сінгапур $50,000 – Тверде (i) – 32S/16D Одиночний розряд – Парний розряд                        | Анна-Марія Фернандес Джулі Річардсон 6–3, 6–2 | Сенді Коллінз Шерон Волш        | Патрісія Гі Ніколь Брадтке       | Гелен Келесі Марія Ліндстрем Кідзімута Акіко Манон Боллеграф |
| 27 жовтня | Virginia Slims of Indianapolis Індіанаполіс, США $75,000 – Тверде – 32S/16D Одиночний розряд – Парний розряд                | Зіна Гаррісон 6–3, 6–3                        | Мелісса Гарні                   | Барбара Поттер Діанне Фромгольтц | Wendy Prausa Susan Sloane-Lundy Джинні Перді Kim Shaefer     |
| 27 жовтня | Virginia Slims of Indianapolis Індіанаполіс, США $75,000 – Тверде – 32S/16D Одиночний розряд – Парний розряд                | Зіна Гаррісон Лорі Макніл 4–5, ret.           | Кенді Рейнолдс Енн Сміт         | Барбара Поттер Діанне Фромгольтц | Wendy Prausa Susan Sloane-Lundy Джинні Перді Kim Shaefer     |

### Листопад
| Тиждень      | Турнір | Чемпіонки                                                 | Фіналістки                       | Півфіналістки                   | Чвертьфіналістки                                                   |
| ------------ | --- | --------------------------------------------------------- | -------------------------------- | ------------------------------- | ------------------------------------------------------------------ |
| 3 листопада  | Virginia Slims of New England Вустер (Массачусетс), США $250,000 – Тверде (i) – 32S/28D Одиночний розряд – Парний розряд | Мартіна Навратілова 6–2, 6–2                              | Гана Мандлікова                  | Пем Шрайвер Беттіна Бюнге       | Габріела Сабатіні Алісія Молтон Гелена Сукова Лорі Макніл          |
| 3 листопада  | Virginia Slims of New England Вустер (Массачусетс), США $250,000 – Тверде (i) – 32S/28D Одиночний розряд – Парний розряд | Мартіна Навратілова Пем Шрайвер 6–3, 6–1                  | Клаудія Коде-Кільш Гелена Сукова | Пем Шрайвер Беттіна Бюнге       | Габріела Сабатіні Алісія Молтон Гелена Сукова Лорі Макніл          |
| 3 листопада  | Virginia Slims of Arkansas Літл-Рок, США $75,000 – Килим (i) – 32S/16D Одиночний розряд – Парний розряд                  | Кеті Ріналді 6–4, 6–7(7–9), 6–0                           | Наташа Звєрєва                   | Зілке Маєр Ніжі Діас            | Маріанн Вердел Елізабет Мінтер Бет Герр Енн Генрікссон             |
| 3 листопада  | Virginia Slims of Arkansas Літл-Рок, США $75,000 – Килим (i) – 32S/16D Одиночний розряд – Парний розряд                  | Світлана Пархоменко Лариса Савченко-Нейланд 6–2, 1–6, 6–1 | Іва Бударжова Бет Герр           | Зілке Маєр Ніжі Діас            | Маріанн Вердел Елізабет Мінтер Бет Герр Енн Генрікссон             |
| 10 листопада | Virginia Slims of Chicago 1986 Чикаго, IL, США $150,000 – Килим (i) – 28S/14D Одиночний розряд – Парний розряд           | Мартіна Навратілова 7–5, 7–5                              | Гана Мандлікова                  | Зіна Гаррісон Пем Шрайвер       | Габріела Сабатіні Катарина Малеєва Кеті Ріналді Клаудія Коде-Кільш |
| 10 листопада | Virginia Slims of Chicago 1986 Чикаго, IL, США $150,000 – Килим (i) – 28S/14D Одиночний розряд – Парний розряд           | Клаудія Коде-Кільш Гелена Сукова 6–7(5–7), 7–6(7–5), 6–3  | Штеффі Граф Габріела Сабатіні    | Зіна Гаррісон Пем Шрайвер       | Габріела Сабатіні Катарина Малеєва Кеті Ріналді Клаудія Коде-Кільш |
| 10 листопада | Honda Classic Сан-Хуан, Пуерто-Рико $75,000 – Тверде – 32S/16D Одиночний розряд – Парний розряд                          | Раффаелла Реджі 7–6(7–4), 4–6, 6–3                        | Сабрина Голеш                    | Джиджі Фернандес Маріанн Вердел | Лорі Макніл Зілке Маєр Камілл Бенджамін Ліліан Дрешер              |
| 10 листопада | Honda Classic Сан-Хуан, Пуерто-Рико $75,000 – Тверде – 32S/16D Одиночний розряд – Парний розряд                          | Лорі Макніл Мерседес Пас 6–2, 3–6, 6–4                    | Джиджі Фернандес Робін Вайт      | Джиджі Фернандес Маріанн Вердел | Лорі Макніл Зілке Маєр Камілл Бенджамін Ліліан Дрешер              |
| 17 листопада | Virginia Slims Championships Чикаго, IL, США $500,000 – Килим (i) – 16S/8D Одиночний розряд – Парний розряд              | Мартіна Навратілова 7–6(8–6), 6–3, 6–2                    | Штеффі Граф                      | Пем Шрайвер Гелена Сукова       | Беттіна Бюнге Гана Мандлікова Клаудія Коде-Кільш Мануела Малеєва   |
| 17 листопада | Virginia Slims Championships Чикаго, IL, США $500,000 – Килим (i) – 16S/8D Одиночний розряд – Парний розряд              | Мартіна Навратілова Пем Шрайвер 7–6(7–1), 6–3             | Клаудія Коде-Кільш Гелена Сукова | Пем Шрайвер Гелена Сукова       | Беттіна Бюнге Гана Мандлікова Клаудія Коде-Кільш Мануела Малеєва   |

## Рейтинги
Рейтинги станом на кінець року (21 грудня 1986):
| Одиночний розряд | Одиночний розряд                 | Одиночний розряд | Одиночний розряд | Одиночний розряд |
| ---------------- | -------------------------------- | ---------------- | ---------------- | ---------------- |
| Ранг             | Гравець                          | Пункти           | 1985             | Зміна            |
| 1                | Мартіна Навратілова (США)        | 280.4807         | 1                | =                |
| 2                | Кріс Еверт (США)                 | 231.3610         | 2                | =                |
| 3                | Штеффі Граф (ФРН)                | 201.5582         | 6                | +3               |
| 4                | Гана Мандлікова (Чехословаччина) | 120.2212         | 3                | -1               |
| 5                | Пем Шрайвер (США)                | 105.0486         | 4                | -1               |
| 6                | Гелена Сукова (Чехословаччина)   | 105.0105         | 9                | +3               |
| 7                | Клаудія Коде-Кільш (ФРН)         | 77.6406          | 5                | -2               |
| 8                | Кеті Ріналді (США)               | 66.3091          | 11               | +3               |
| 9                | Габріела Сабатіні (Аргентина)    | 62.3303          | 12               | +3               |
| 10               | Мануела Малеєва (Швейцарія)      | 60.2089          | 7                | -3               |
| 11               | Зіна Гаррісон (США)              | 56.2920          | 8                | -3               |
| 12               | Беттіна Бюнге (ФРН)              | 46.8175          | 23               | +11              |
| 13               | Бонні Гадушек (США)              | 42.1743          | 10               | -3               |
| 14               | Лорі Макніл (США)                | 39.9400          | 93               | +79              |
| 15               | Кеті Джордан (США)               | 37.6000          | 19               | +4               |
| 16               | Робін Вайт (США)                 | 37.4706          | 32               | +16              |
| 17               | Катаріна Ліндквіст (Швеція)      | 33.5397          | 13               | -4               |
| 18               | Венді Тернбулл (Австралія)       | 32.5311          | 14               | -4               |
| 19               | Стефані Реге (США)               | 32.1875          | 18               | -1               |
| 20               | Карлінг Бассетт-Сегусо (Канада)  | 30.2805          | 15               | -5               |

| Парний розряд | Парний розряд                    | Парний розряд | Парний розряд | Парний розряд |
| ------------- | -------------------------------- | ------------- | ------------- | ------------- |
| Ранг          | Гравець                          | Пункти        | 1985          | Зміна         |
| 1             | Мартіна Навратілова (США)        | 535.5814      | 2             | +1            |
| 2             | Пем Шрайвер (США)                | 517.8715      | 1             | -1            |
| 3             | Гелена Сукова (Чехословаччина)   | 314.8571      | 3             | =             |
| 4             | Штеффі Граф (ФРН)                | 285.5536      | 50            | +46           |
| 5             | Клаудія Коде-Кільш (ФРН)         | 284.1027      | 4             | -1            |
| 6             | Венді Тернбулл (Австралія)       | 265.3746      | 8             | +2            |
| 7             | Гана Мандлікова (Чехословаччина) | 235.0833      | 6             | -1            |
| 8             | Елізабет Смайлі (Австралія)      | 224.3523      | 7             | -1            |
| 9             | Габріела Сабатіні (Аргентина)    | 221.9874      | 54            | +45           |
| 10            | Кеті Джордан (США)               | 166.6954      | 5             | -5            |
| 11            | Еліз Берджін (США)               | 163.4288      | 16            | +5            |
| 12            | Розалін Феербенк (ПАР)           | 133.8172      | 15            | +3            |
| 13            | Андреа Темешварі (Угорщина)      | 137.8000      | 13            | =             |
| 14            | Кріс Еверт (США)                 | 135.4000      | 11            | -3            |
| 15            | Бетсі Нагелсен (США)             | 163.0163      | 24            | +9            |
| 16            | Катрін Танв'є (Франція)          | 122.1875      | 37            | +21           |
| 17            | Джиджі Фернандес (США)           | 117.7792      | 10            | -7            |
| 18            | Зіна Гаррісон (США)              | 115.6818      | 44            | +26           |
| 19            | Беттіна Бюнге (ФРН)              | 114.4018      | 23            | +4            |
| 20            | Енн Вайт (США)                   | 113.3373      | 22            | +2            |